# Rossow
Rossow è un comune del Meclemburgo-Pomerania Anteriore, in Germania.

Appartiene al circondario (Landkreis) della Pomerania Anteriore-Greifswald ed è parte della comunità amministrativa (Amt) di Löcknitz-Penkun.

## Geografia antropica

### Suddivisioni amministrative
Il territorio comunale si divide in 2 zone, corrispondenti al centro abitato di Rossow e a 1 frazione (Ortsteil):
- Rossow (centro abitato)
- Wetzenow